# FESA Cup w biegach narciarskich 2024/2025
FESA Cup w biegach narciarskich 2024/2025 to kolejna edycja rozgrywanego pod egidą FESA (dawniej OPA) cyklu zawodów w biegach narciarskich. Rywalizacja rozpoczęła się 6 grudnia 2024 r. we włoskim Schlinig, a zakończyła 16 marca 2025 r. we francuskim Prémanon.
Obrońcami tytułów byli: Szwajcarka Marina Kälin oraz Francuz Rémi Bourdin.
Nowymi zdobywcami pucharu zostali reprezentanci Niemiec: Anna-Maria Dietze i Elias Keck.

## Kalendarz i wyniki

### Kobiety
| Lp. | Data             | Miejscowość             | Dystans                              | 1. miejsce            | 2. miejsce            | 3. miejsce            |
| --- | ---------------- | ----------------------- | ------------------------------------ | --------------------- | --------------------- | --------------------- |
| 1.  | 6 grudnia 2024   | Schlinig                | Sprint s. dowolnym (1.4 km)          | Federica Cassol       | Anna-Maria Dietze     | Gina del Rio          |
| 2.  | 7 grudnia 2024   | Schlinig                | 10 km s. klasycznym                  | Gina del Rio          | Julie Pierrel         | Veronica Silvestri    |
| 3.  | 8 grudnia 2024   | Schlinig                | 10 km s. dowolnym                    | Maria Gismondi        | Julie Pierrel         | Marina Kälin          |
| 4.  | 20 grudnia 2024  | St. Ulrich am Pillersee | Sprint s. klasycznym (1.6 km)        | Verena Veit           | Iris De Martin Pinter | Lea Fischer           |
| 5.  | 21 grudnia 2024  | St. Ulrich am Pillersee | 10 km s. dowolnym                    | Anna-Maria Dietze     | Cloé Pagnier          | Léonie Perry          |
| 6.  | 4 stycznia 2025  | Oberwiesenthal          | Sprint s. klasycznym (1.2 km)        | Verena Veit           | Theresa Fürstenberg   | Monika Skinder        |
| 7.  | 5 stycznia 2025  | Oberwiesenthal          | 20 km s. klasycznym (start masowy)   | Cloé Pagnier          | Veronica Silvestri    | Gina del Rio          |
| 8.  | 17 stycznia 2025 | Falcade                 | Sprint s. klasycznym                 | Iris De Martin Pinter | Anna-Maria Dietze     | Lisa Lohmann          |
| 9.  | 18 stycznia 2025 | Falcade                 | 10 km s. dowolnym                    | Anna-Maria Dietze     | Maria Gismondi        | Martina Bellini       |
| 10. | 19 stycznia 2025 | Falcade                 | 15 km s. klasycznym (bieg pościgowy) | Lisa Lohmann          | Anna-Maria Dietze     | Maria Gismondi        |
| 11. | 8 marca 2025     | Planica                 | 10 km s. dowolnym                    | Julie Pierrel         | Juliette Ducordeau    | Theresa Fürstenberg   |
| 12. | 9 marca 2025     | Planica                 | 10 km s. klasycznym (start masowy)   | Iris De Martin Pinter | Julie Pierrel         | Juliette Ducordeau    |
| 13. | 14 marca 2025    | Prémanon                | Sprint s. dowolnym (1.3 km)          | Verena Veit           | Lea Fischer           | Alina Meier           |
| 14. | 15 marca 2025    | Prémanon                | 10 km s. klasycznym                  | Lisa Lohmann          | Nadine Laurent        | Iris De Martin Pinter |
| 15. | 16 marca 2025    | Prémanon                | 10 km s. dowolnym (bieg pościgowy)   | Lisa Lohmann          | Nadine Laurent        | Verena Veit           |

### Mężczyźni
| Lp. | Data             | Miejscowość             | Dystans                              | 1. miejsce                   | 2. miejsce              | 3. miejsce             |
| --- | ---------------- | ----------------------- | ------------------------------------ | ---------------------------- | ----------------------- | ---------------------- |
| 1.  | 6 grudnia 2024   | Schlinig                | Sprint s. dowolnym (1.4 km)          | Giovanni Ticcò               | Martino Carollo         | Giacomo Gabrielli      |
| 2.  | 7 grudnia 2024   | Schlinig                | 10 km s. klasycznym                  | Sabin Coupat Martino Carollo | —                       | Jonas Baumann          |
| 3.  | 8 grudnia 2024   | Schlinig                | 15 km s. dowolnym                    | Clément Parisse              | Martino Carollo         | Victor Lovera          |
| 4.  | 20 grudnia 2024  | St. Ulrich am Pillersee | Sprint s. klasycznym (1.6 km)        | Simone Mocellini             | Giacomo Gabrielli       | Ivan Essonnier         |
| 5.  | 21 grudnia 2024  | St. Ulrich am Pillersee | 10 km s. dowolnym                    | Lorenzo Romano               | Davide Ghio             | Candide Pralong        |
| 6.  | 4 stycznia 2025  | Oberwiesenthal          | Sprint s. klasycznym (1.2 km)        | Ivan Essonnier               | Matyáš Bauer            | Simone Mocellini       |
| 7.  | 5 stycznia 2025  | Oberwiesenthal          | 20 km s. klasycznym (start masowy)   | Giandomenico Salvadori       | Thomas Bing             | Lucas Bögl             |
| 8.  | 17 stycznia 2025 | Falcade                 | Sprint s. klasycznym                 | Elias Keck                   | Giacomo Gabrielli       | Alessandro Chiocchetti |
| 9.  | 18 stycznia 2025 | Falcade                 | 10 km s. dowolnym                    | Giovanni Ticcò               | Lorenzo Romano          | Mathieu Blanc          |
| 10. | 19 stycznia 2025 | Falcade                 | 20 km s. klasycznym (bieg pościgowy) | Gaspard Rousset              | Dietmar Nöckler         | Luc Primet             |
| 11. | 8 marca 2025     | Planica                 | 10 km s. dowolnym                    | Lorenzo Romano               | Victor Cullet Calderini | Jannis Grimmecke       |
| 12. | 9 marca 2025     | Planica                 | 20 km s. klasycznym (start masowy)   | Julien Arnaud                | Antonin Savary          | Niclas Steiger         |
| 13. | 14 marca 2025    | Prémanon                | Sprint s. dowolnym (1.3 km)          | Victor Cullet Calderini      | Gaspard Rousset         | Elias Keck             |
| 14. | 15 marca 2025    | Prémanon                | 10 km s. klasycznym                  | Jannis Grimmecke             | Elias Keck              | Lorenzo Romano         |
| 15. | 16 marca 2025    | Prémanon                | 10 km s. dowolnym (bieg pościgowy)   | Elias Keck                   | Tobias Ganner           | Jannis Grimmecke       |

## Klasyfikacje
| Lp. | Zawodniczka           | Punkty |
| --- | --------------------- | ------ |
| 1.  | Anna-Maria Dietze     | 999    |
| 2.  | Iris De Martin Pinter | 999    |
| 3.  | Theresa Fürstenberg   | 921    |
| 4.  | Verena Veit           | 791    |
| 5.  | Nadine Laurent        | 770    |
| 6.  | Fabienne Alder        | 748    |
| 7.  | Cloé Pagnier          | 712    |
| 8.  | Kim Hager             | 671    |
| 9.  | Veronica Silvestri    | 669    |
| 10. | Lisa Lohmann          | 663    |

| Lp. | Zawodnik                | Punkty |
| --- | ----------------------- | ------ |
| 1.  | Elias Keck              | 1034   |
| 2.  | Gaspard Rousset         | 887    |
| 3.  | Lorenzo Romano          | 795    |
| 4.  | Davide Ghio             | 661    |
| 5.  | Tobias Ganner           | 610    |
| 6.  | Julien Arnaud           | 605    |
| 7.  | Giacomo Gabrielli       | 574    |
| 8.  | Victor Cullet Calderini | 570    |
| 9.  | Jannis Grimmecke        | 530    |
| 9.  | Josef Fäßler            | 530    |
| 9.  | Alexander Brandner      | 530    |

## Wyniki reprezentantów Polski

### Kobiety
| Zawodniczka | Schlinig 06.12 (SP F) | Schlinig 07.12 (10 km C) | Schlinig 08.12 (10 km F) | St. Ulrich am Pillersee 20.12 (SP C) | St. Ulrich am Pillersee 21.12 (10 km F) | Oberwiesenthal 04.01 (SP C) | Oberwiesenthal 05.01 (20 km C) | Falcade 17.01 (SP C) | Falcade 18.01 (10 km F) | Falcade 19.01 (15 km C) | Planica 08.03 (10 km F) | Planica 09.03 (10 km C) | Prémanon 14.03 (SP F) | Prémanon 15.03 (10 km C) | Prémanon 16.03 (25 km F) |
| --- | --------------------- | ------------------------ | ------------------------ | ------------------------------------ | --------------------------------------- | --------------------------- | ------------------------------ | -------------------- | ----------------------- | ----------------------- | ----------------------- | ----------------------- | --------------------- | ------------------------ | ------------------------ |
| Oliwia Buśko | –                     | –                        | –                        | 47                                   | 34                                      | dns                         | –                              | –                    | –                       | –                       | –                       | –                       | –                     | –                        | –                        |
| Zuzanna Fujak | –                     | –                        | –                        | 39                                   | 37                                      | 45                          | 29                             | –                    | –                       | –                       | 25                      | 22                      | –                     | –                        | –                        |
| Kamila Idziniak | –                     | –                        | –                        | 44                                   | 41                                      | 49                          | dnf                            | –                    | 31                      | 27                      | 28                      | 26                      | –                     | –                        | –                        |
| Maria Jakubiec | –                     | –                        | –                        | 43                                   | 55                                      | 44                          | dnf                            | –                    | –                       | –                       | –                       | –                       | –                     | –                        | –                        |
| Weronika Jarecka | –                     | –                        | –                        | –                                    | –                                       | 46                          | 32                             | –                    | –                       | –                       | 29                      | 27                      | –                     | –                        | –                        |
| Magdalena Kobielusz | –                     | –                        | –                        | 25                                   | 18                                      | –                           | –                              | –                    | –                       | –                       | –                       | –                       | –                     | –                        | –                        |
| Aleksandra Kołodziej | –                     | –                        | –                        | –                                    | –                                       | 20                          | 31                             | –                    | –                       | –                       | –                       | –                       | –                     | –                        | –                        |
| Izabela Marcisz | –                     | –                        | –                        | dns                                  | –                                       | 13                          | 12                             | –                    | –                       | –                       | –                       | –                       | –                     | –                        | –                        |
| Aleksandra Mikołajczyk | –                     | –                        | –                        | 58                                   | 59                                      | –                           | –                              | –                    | –                       | –                       | –                       | –                       | –                     | –                        | –                        |
| Weronika Mikołajczyk | –                     | –                        | –                        | 59                                   | 63                                      | –                           | –                              | –                    | –                       | –                       | –                       | –                       | –                     | –                        | –                        |
| Monika Skinder | –                     | –                        | –                        | 15                                   | 29                                      | 3                           | 26                             | –                    | –                       | –                       | –                       | –                       | –                     | –                        | –                        |
| Daria Szkurat | –                     | –                        | –                        | –                                    | –                                       | 52                          | –                              | –                    | 35                      | 26                      | 31                      | 28                      | –                     | –                        | –                        |
| Andżelika Szyszka | –                     | –                        | –                        | 21                                   | 20                                      | 25                          | 25                             | –                    | –                       | –                       | –                       | –                       | –                     | –                        | –                        |
| 1-3 4-30 31-50 poniżej 50 dnf – Zawodniczka nie ukończyła biegu dns – Zawodniczka nie pojawiła się na starcie biegu (pomimo zgłoszenia) dsq – Zawodniczka została zdyskwalifikowana |                       |                          |                          |                                      |                                         |                             |                                |                      |                         |                         |                         |                         |                       |                          |                          |

### Mężczyźni
| Zawodnik | Schlinig 06.12 (SP F) | Schlinig 07.12 (10 km C) | Schlinig 08.12 (15 km F) | St. Ulrich am Pillersee 20.12 (SP C) | St. Ulrich am Pillersee 21.12 (10 km F) | Oberwiesenthal 04.01 (SP C) | Oberwiesenthal 05.01 (20 km C) | Falcade 17.01 (SP C) | Falcade 18.01 (10 km F) | Falcade 19.01 (20 km C) | Planica 08.03 (10 km F) | Planica 09.03 (20 km C) | Prémanon 14.03 (SP F) | Prémanon 15.03 (10 km C) | Prémanon 16.03 (25 km F) |
| --- | --------------------- | ------------------------ | ------------------------ | ------------------------------------ | --------------------------------------- | --------------------------- | ------------------------------ | -------------------- | ----------------------- | ----------------------- | ----------------------- | ----------------------- | --------------------- | ------------------------ | ------------------------ |
| Sebastian Bryja | –                     | –                        | –                        | 42                                   | 47                                      | 53                          | 44                             | –                    | –                       | –                       | –                       | –                       | –                     | –                        | –                        |
| Robert Bugara | –                     | –                        | –                        | 27                                   | 67                                      | 49                          | 52                             | 35                   | 53                      | dns                     | 38                      | –                       | –                     | –                        | –                        |
| Łukasz Gazurek | –                     | –                        | –                        | 26                                   | 79                                      | 52                          | –                              | –                    | –                       | –                       | 33                      | –                       | –                     | –                        | –                        |
| Piotr Jarecki | –                     | –                        | –                        | 53                                   | 25                                      | 50                          | 51                             | 25                   | 14                      | 30                      | –                       | –                       | –                     | –                        | –                        |
| Emil Koper | –                     | –                        | –                        | 68                                   | 74                                      | 76                          | dnf                            | 50                   | 55                      | 49                      | 44                      | 39                      | –                     | –                        | –                        |
| Dawid Pilch | –                     | –                        | –                        | –                                    | –                                       | –                           | –                              | –                    | –                       | –                       | 55                      | –                       | –                     | –                        | –                        |
| Michał Skowron | –                     | –                        | –                        | –                                    | –                                       | 70                          | 50                             | –                    | –                       | –                       | –                       | –                       | –                     | –                        | –                        |
| Maciej Staręga | –                     | –                        | –                        | 16                                   | 66                                      | 15                          | –                              | –                    | –                       | –                       | –                       | –                       | –                     | –                        | –                        |
| Tomasz Wąsowicz | –                     | –                        | –                        | 75                                   | 75                                      | 68                          | 48                             | –                    | –                       | –                       | –                       | –                       | –                     | –                        | –                        |
| 1-3 4-30 31-50 poniżej 50 dnf – Zawodnik nie ukończył biegu dns – Zawodnik nie pojawił się na starcie biegu (pomimo zgłoszenia) dsq – Zawodnik został zdyskwalifikowany |                       |                          |                          |                                      |                                         |                             |                                |                      |                         |                         |                         |                         |                       |                          |                          |